# Yağıkesen, Kars
Yağıkesen là một xã thuộc thành phố Kars, tỉnh Kars, Thổ Nhĩ Kỳ. Dân số thời điểm năm 2010 là 151 người.